# محمد عبد الرحمن تركو
محمد عبد الرحمن تركو (مواليد 1979 في عفرين، حلب) محام وأكاديمي وسياسي سوري يشغل منصب وزير التربية والتعليم في حكومة أحمد الشرع منذ 29 آذار 2025.
شغل سابقاً منصب نائب رئيس جامعة دمشق لشؤون الطلاب والشؤون الإدارية بين عامي 2022 و2024.

## النشأة والسيرة المهنية والحكومية
ولد محمد عبد الرحمن تركو لعائلة كردية عام 1979 في عفرين، حلب.
حصل توركو على درجة البكالوريوس في الحقوق من جامعة دمشق عام 2001، متخصصًا في القانون الجنائي. تابع لاحقًا دراساته للدكتوراه في ألمانيا وحصل على درجة الدكتوراه في القانون من جامعة لايبتزغ. تشمل اهتماماته الأكاديمية قانون العقوبات الخاص، وحقوق الطفل، وحماية الطفل من العنف.
عمل أستاذًا في كلية الحقوق بجامعة دمشق، حيث درّس موادًا منها تشريعات الطفل ومؤسساته. كما درّس في كلية التربية، مركّزًا على التشريعات المتعلقة بالطفل.
من عام 2022 إلى عام 2024 شغل توركو منصب نائب رئيس جامعة دمشق للشؤون الإدارية والطلابية. وكان أيضًا عضوًا في الهيئة التدريسية في الجامعة الافتراضية السورية، وساهم في أبحاث حول مواضيع مثل حماية الطفل، وقيم المواطنة في المناهج التعليمية، وتعليم حقوق الإنسان.
في 29 آذار 2025 عُيّن تركو وزيرًا للتربية والتعليم في الحكومة الانتقالية السورية بقيادة الرئيس أحمد الشرع.